# Léon Colleaux
Léon Colleaux (Haut-Fays, 11 mai 1865 - Haut-Fays, 27 juillet 1950) est un instituteur et homme politique belge de tendance socialiste. Il a été député, sénateur et vice-président du sénat. 

## Biographie
Léon Colleaux, né à Haut-Fays le 11 mai 1865, est le fils d'Émile Colleaux, marchand boucher, et de Rosalie Poncelet. Le 24 avril 1889, il épouse Marie Catherine Poncelet à Haut-Fays qui lui donne un fils.
En 1884, il obtient le diplôme d'enseignant à l'École normale de Virton. Il commence sa carrière professionnelle comme instituteur dans son village de Haut-Fays.
En 1897, il fonde la première entreprise coopérative luxembourgeoise, « La Prévoyance » qui a pour vocation de proposer aux luxembourgeois défavorisés des produits de qualité à des prix raisonnables. La même année, la société s’affilie au Parti ouvrier belge (POB) et, en avril 1898, Léon Colleaux en est le délégué au Congrès du POB à Verviers.
Considérant que son action sociale doit être complétée par une action politique sur une base durable, il fonde en 1899 et préside la Fédération socialiste du Luxembourg. À ce titre, il est considéré comme le père du socialisme luxembourgeois. Il en disait : « Pour être socialiste dans le Luxembourg, il faut plus de courage que partout ailleurs ». Il représente Neufchâteau à l'Assemblée wallonne de 1912 à 1914 et de 1919 à 1923 et possède à ce titre une brève notice dans l'Encyclopédie du Mouvement wallon, Tome I, p. 288.
Il est élu sénateur du POB pour la province de Liège de 1912 à 1919, et vice-président du Sénat de 1918 à 1919. 
Bien qu'antimilitariste, notamment parce que le service militaire prive de bras les exploitations agricoles, Léon Colleaux devient un patriote exemplaire pendant la Première Guerre mondiale. En août 1914, il est pris en otage par les Allemands pendant deux jours à la suite de la chute de la Position fortifiée de Liège aux mains de l'armée allemande. Par après, il participe au ravitaillement de la population liégeoise via les coopératives seules autorisées par l'occupant allemand à se réapprovisionner en Hollande. Son ausweiss qui lui permet de franchir la frontière lui donne également l'occasion de transmettre des renseignements utiles aux alliés. Les Allemands ayant découvert ses activités illicites l'arrêtent et le condamnent à mort. Devant l'indignation internationale, sa peine est commuée en travaux forcés à la prison de Vilvorde. Il en sortira à l'Armistice en novembre 1918.
Sa courageuse attitude pendant la guerre sera récompensée par le roi Albert Ier après la Première guerre mondiale.
En 1919, il est élu député de l'arrondissement de Neufchâteau (Belgique) à la Chambre des représentants. Il y intervient sur les sujets qui lui tiennent à cœur : le logement des ouvriers agricoles, les rapports entre agriculteurs et propriétaires de chasses, le bail à ferme, etc. Un autre de ses soucis est la poursuite de ceux qui ont collaboré avec l'ennemi pendant la Première Guerre mondiale. Il interviendra ainsi dans l’affaire judiciaire incriminant l'industriel Évence-Narcisse Coppée pour collusion avec l'ennemi. 
Colleaux reste député jusqu’en 1932, date à laquelle il renonce à participer aux élections législatives pour raison de santé.

## Hommages et distinctions
En 1918, il est créé ministre d'État par le roi Albert Ier.
Les distinctions suivantes lui ont été attribuées :
- Commandeur de l'ordre de Léopold (Belgique) ;
- Croix civique de 1ère classe (Belgique).
- Commandeur de la Légion d'honneur (France) ;
- Croix de guerre 1914–1918 (France) ;
- Officier de l'ordre de l'Empire britannique.
- Croix de guerre anglaise.